# DP-64
Le DP-64 Nepryadva   est un lance-grenades russe à double canon  conçu pour protéger les sous-marins, les navires, les chantiers navals, les travaux de développement de l'eau et d'autres installations côtières contre les nageurs de combat et les forces spéciales navales,.

## Présentation
L'arme se charge par la culasse et fonctionne un peu comme un gros fusil de chasse avec une culasse à rupture latérale, utilisant à la fois des mires métalliques directes et indirectes. L'arme est capable de tirer des grenades indirectement à des distances allant jusqu'à 400 m; cependant, ces grenades agissent un peu comme de petites grenades sous-marines, attaquant les nageurs submergés comme de véritables grenades sous-marines attaquant les submersibles. Une grande crosse en polymère et les canons eux-mêmes constituent l'essentiel de l'arme. Les canons sont sélectionnés en tournant un levier logé au-dessus du pontet. Une poignée de pistolet avant est équipée pour le support et n'est pas alignée avec la poignée arrière et le mécanisme de déclenchement, offrant une prise plus naturelle tout en tirant indirectement. La crosse est équipée d'un tampon en caoutchouc élastique pour diminuer le recul. Des viseurs de tir direct sont également fournis pour une utilisation à partir d'un hélicoptère permettant de patrouiller de vastes zones et de les protéger des nageurs de combat ennemis. Le lance-grenades a été développé en 1989 et introduit en 1990.
Le lance-grenades DP-64 est maintenant en production en série, a déclaré Pavel Sidorov, un représentant de NPO Bazalt, le concepteur du DP-64. A l'Exposition internationale de la défense (IDEX) 2015 à Abu Dhabi. Sidorov a déclaré que la société avait reçu une importante commande du ministère russe de la Défense pour les armes. Auparavant, le DP-64 n'avait été construit qu'en petit nombre pour les garde-côtes russes, le Service fédéral de sécurité et une poignée d'unités marines.
Bien que grand et peu maniable, le DP-64 joue un rôle important avec peu de contemporains modernes dans le monde des armes légères.

## Munition
- Calibre : 45 mm
- Longueur totale : 303 mm
- Longueur du projectile : 248 mm
- Longueur de la cartouche : 55 mm
- Masse de la coquille : 0,65 kg
- Type de cartouche : Cerclée, Base séparatrice
- Température de fonctionnement : à partir de -50 °C à +50 ° C
- FG-45 (ФГ-45) Fragmentation
- Fusée flottante SG-45 (СГ-45) (rouge) [pendant ~ 50 secondes]
- UG-45 (УГ-45) HE / Commotion cérébrale

## Utilisateurs
- USSR
- Russie
- Vietnam